# Зайсан (озеро)
Зайса́н (от монг. Зайсан «князёк», также Жайсан) — озеро на востоке Казахстана, в открытой высокой и плоской долине между горными хребтами: с северо-востока — Алтайским, с северо-запада — Калбинским и с юга — Тарбагатайским. Китайская граница проходит на расстоянии 60 км от восточного берега озера, с китайской стороны течёт и впадает в Зайсан река Чёрный Иртыш. Озеро находится на высоте 420 м, его длина 105 км, а ширина — 22-48 км, максимальная глубина 15 м. Зайсан находится между 47° 60' и 48° 30' с. ш. и между 83° и 85° в. д.
Зайсан, вероятно, является самым древним озером на планете, предположительно озеро возникло около 70 млн лет назад.
На карте Абрахама Ортелия 1570 года озеро упоминается как озеро «китай» а последний раз под таким названием озеро упоминается на карте 1694 года от французского картографа Николя де Фера.

## История, описание

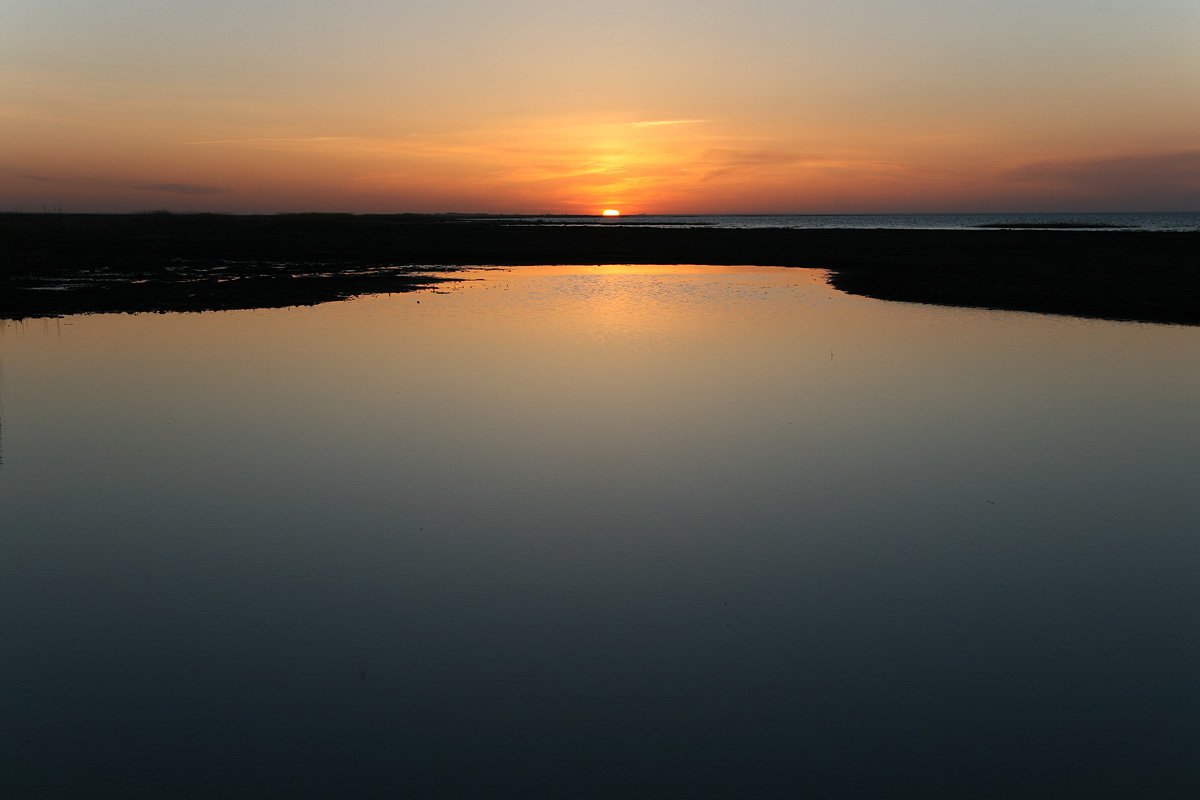
Закат на Зайсане

Котловина Зайсана имеет тектоническое происхождение. В прежнее время озеро было глубже и имело большее протяжение, о чём свидетельствуют старые прибои, находящиеся на низменных берегах вдали от уреза воды.
Вода пресная, мягкая и здоровая. Минерализация воды (хлоридно-натриевого класса) не превышает 100 мг/л, прозрачность 1,3 м. Озеро покрывается льдом в ноябре и вскрывается в конце апреля. Дно Зайсана иловато, местами песчаный и покрыто мелкой галькой. Берега низкие, заросшие на большом пространстве от воды камышом, только около Бакланьего и Бархоцкого мысов берег чист. В некоторых местах от горных возвышенностей входят в озеро мысы, из которых, кроме двух вышеупомянутых, наиболее известны: Вершинин, Голодаевский, Тополевый, Песчаный, Голый.
В середине озера островов нет, только при впадении Чёрного Иртыша находятся два маленьких острова Канинских и близ выхода Белого Иртыша — Кылинский остров. В Зайсан впадают реки: с восточной стороны — Чёрный Иртыш, Кендырлык, с западной — Кокпектинка, Бугаз и Базар, с северной — Черга, Арасан, Терс-Арлык и пр., вытекает на севере Белый, или собственно Иртыш.
Озеро славится обилием рыбы. Состав фауны близок к иртышской и обской. Здесь ловятся: судак, щука, налим, окунь, язь, линь, рак, лещ и карась. Высочайшим приказом от 24 ноября 1798 года казённое рыболовство на реке Иртыше выше Бухтарминской крепости предоставлено было Сибирскому линейному казачьему войску. Это послужило казакам поводом распространить рыбную ловлю на Зайсане, хотя озеро ещё принадлежало империи Цин. Уже в 1825 году казаки ловили у устья Чёрного Иртыша, испрашивая на это разрешение у цинских властей. В XX в. в озере акклиматизирована ондатра.
До сооружения Бухтарминской ГЭС на Иртыше площадь озера составляла 1830 км², длина 140 км, ширина около 30 км, глубина в среднем 4-6 м (наибольшая около 10 м). После сооружения плотины озеро Зайсан находится в подпоре, который распространился также и по Чёрному Иртышу на 100 км; уровень Зайсана поднялся на 7 м. Площадь зеркала озера составляет большую часть площади водного зеркала Бухтарминского водохранилища, равной 5,5 тыс. км². Озеро судоходно.
Между Зайсаном и Семеем находится Западно-Калбинский золоторудный пояс.